# یست واکانو
یُست واکانو (آلمانی: Jost Vacano؛ زادهٔ ۱۵ مارس ۱۹۳۴) یک فیلم‌بردار اهل آلمان است. وی بین سال‌های ۱۹۶۲ تا ۲۰۰۰ میلادی فعالیت می‌کرد.
او در ۷ فیلم سینمایی با پل ورهوفن همکاری داشته است.
از فیلم‌ها یا مجموعه‌های تلویزیونی که وی در آن‌ها نقش داشته است می‌توان به داستان بی‌پایان، یادآوری کامل، پلیس آهنی، کشتی، پرداخت ۵۲ هزار دلاری، موشک جبل طارق، دختران شو، سربازان سفینه، اسپترس و مرد توخالی اشاره نمود.